# 東北マツダ
株式会社東北マツダ（とうほくマツダ）は、福島県と青森県を除く宮城県、秋田県、岩手県、山形県の東北地方4県を営業エリアとするマツダのカーディーラー。宮城県仙台市に本社を置く。

## 概要
2003年2月1日に「秋田マツダ販売株式会社」「株式会社マツダアンフィニ岩手」「株式会社マツダアンフィニ仙台」「株式会社山形マツダ自動車」のマツダ販売会社4社が営業力強化などのため広域合併し、「株式会社山形マツダ自動車」を存続会社として「株式会社東北マツダ」を設立。本社を宮城県仙台市に移した。

## 本社・事業部
- 本社・宮城事業部/仙台市宮城野区小田原1-3-23
- 秋田事業部/秋田市八橋新川向15-39
- 岩手事業部/盛岡市津志田町1-5-8
- 山形事業部/山形市荒楯町2-1-80

詳細は、公式サイトを参照

## 補足
- かつて、宮城県に独立系資本の販売会社「宮城マツダ販売」（マツダ店）があったが、1999年8月に倒産している[2]。
- 現在の営業エリア内にある販売会社「岩手マツダ販売」は、独立系資本の会社である。かつては岩手県内一円に販売拠点を構えていたが、現在の販売拠点は盛岡市内のみである。